# Gael Álvarez
Gael Arturo Álvarez Montiel (ur. 9 marca 2006 w Guasave) – meksykański piłkarz występujący na pozycji ofensywnego pomocnika, od 2024 roku zawodnik Pachuki.